# Javier Aller
Javier Aller Martín (Madrid, 20 de abril de 1972-Ib., 1 de mayo de 2018) fue un actor de cine y televisión español.
Participó en dos películas del director de cine Javier Fesser, El milagro de P. Tinto (1998) y La gran aventura de Mortadelo y Filemón (2003), entre otras obras trabajos audiovisuales.
Su singular fisonomía tenía relación con su acondroplasia, defecto genético que reduce el crecimiento de los huesos.
Entre 1998 y 2004 trabaja como manipulador de muñecos en el programa infantil  "CYBERCLUB" de Telemadrid, en el cual interpreta a "TRASTO" la mascota del programa y "DORAEMON".
Falleció el 1 de mayo de 2018 y fue incinerado dos días más tarde en el Tanatorio de San Isidro (Madrid).

## Trabajos

### Televisión
- Agitación + IVA (2005)
- Hermanos y detectives (1 episodio) (2009)

### Cine
| 1998 | El milagro de P. Tinto                      | Marcianito        | Javier Fesser                      | Comedia           | 1h 49m   |
| 2000 | El corazón del guerrero                     | El Acólito        | Daniel Monzón                      | Aventura/Fantasía | 1h 51m   |
| 2002 | Charrosis                                   | Eli               | Gabriel Velázquez                  | Cortometraje      | 8m       |
| 2002 | El robo mas grande jamás contado            | Pinito            | Daniel Monzón                      | Comedia           | 1h. 45m. |
| 2003 | El amor es algo esplendoroso                |                   | Daniel Monzón                      | Cortometraje      |          |
| 2003 | La gran aventura de Mortadelo y Filemón     | Mickey el gigante | Javier Fesser                      | Comedia/Acción    | 1h 47m   |
| 2005 | Kibris: La ley del equilibrio               |                   | Germán Monzó                       | Acción/Aventura   | 1h 21m   |
| 2005 | Sinfín                                      | Kiko              | Carlos Villaverde, Manuel Sanabria | Comedia/Musical   | 1h 38m   |
| 2007 | Miguel y William                            | Bufón             | Inés París                         | Romance/Comedia   | 1h 42m   |
| 2007 | Su majestad Minor                           | Tikus             | Jean-Jacques Annaud                | Comedia           | 1h 41m   |
| 2009 | Carta de un suicida                         | Suicida           | Javier Aller                       | Cortometraje      | 5m       |
| 2013 | Mis peores amigos: Promedio Rojo El Regreso | Fermín            | Nicolás López                      | Comedia           | 1h 28m   |